# Горка (Плюсский район)
Горка — деревня в Плюсском районе Псковской области России. Входит в состав Лядской волости.
Расположена на правом берегу реки Яня, в 55 км к северо-западу от райцентра Плюсса, в 18 км к северу от волостного центра Ляды и в 5 км к востоку от деревни Заянье.

## Население
Численность населения деревни на 2000 год составляла 17 человек, по переписи 2002 года — 14 человек.

## История
До 1 января 2006 года деревня входила в состав ныне упразднённой Заянской волости.